# 欧洛斯福
欧洛斯福，是匈牙利沃什州所辖的一个村，总面积16.54平方公里，总人口444，人口密度26.8人/平方公里（2010年1月1日）。